# Barbula anoectangiacea
Barbula anoectangiacea är en bladmossart som beskrevs av C. Müller 1899. Barbula anoectangiacea ingår i släktet neonmossor, och familjen Pottiaceae. Inga underarter finns listade i Catalogue of Life.